# بن اوکری
بن اوکری (انگلیسی: Ben Okri؛ زاده ۱۵ مارس ۱۹۵۹) یک نویسنده اهل نیجریه است.
اثر درخشان این نویسنده به نام «راه گرسنگان» توسط جلال بایرام در ایران ترجمه شده و انتشارات نیلوفر آن را منتشر کرده‌است.
بن اکری از کودکی در انگلستان زندگی کرده و فقط چند سالی که برای تحصیل به نیجریه رفته، در آن کشور زندگی نکرده‌است. گرچه نویسنده همان دوران جنگ داخلی را یکی از منابع الهامش برای نوشتن این رمان می‌داند. اکری دربارهٔ نگارش این اثر می‌گوید: این کتاب را نوشتم تا دوباره معنایی برای خود بسازم. این کتاب را نوشتم تا بتوانم زندگی کنم. او را یک نویسندهٔ پیشرو و پست‌مدرن و دنبال‌کنندهٔ سبک داستان‌نویسی سلمان رشدی و گابریل گارسیا مارکز می‌دانند. این کتاب سومین رمان اوست که در سال ۱۹۹۱ منتشر شد و جایزهٔ من‌بوکر آن سال را از آن خود کرد. درواقع او با ۲۱ سال سن، جوان‌ترین نویسنده‌ای است که این جایزه را دریافت کرده‌است.
راوی رمان راه گرسنگان پسرکی خردسال است، شخصیتی اساطیری به نام «آبیکو» در فرهنگ یوروبایی در آفریقا. این کودک اثیری هربار در همان سال‌های خردسالی می‌میرد تا دوباره در زمان دیگری متولد شود. کودک آبیکوی این رمان نامش «آزارو» است و در چندمین تولدش بار دیگر به دنیای مادی آمده‌است و زندگی‌اش را روایت می‌کند. آزارو هم کودک است و هم شاهد سال‌ها زندگی و مرگ مردمان، هم تجربهٔ قرون را دارد و هم نگاه شگفت‌زدهٔ یک کودک به زندگی. او با خانواده‌اش در محله‌ای فقیرنشین زندگی می‌کند. پدر آزارو یک کارگر بسیار فقیر است. آن‌ها در تأمین نیازهای روزمرهٔ خود مشکل دارند. پدر می‌خواهد مشت‌زن بشود و در مبارزه‌های غیرقانونی شرکت کند تا پولی به دست بیاورد. سیاست‌مدارها می‌خواهند منطقه را تصرف کنند و به اهالی رشوه بدهند تا رأی آن‌ها را با خود داشته باشند. جالب است بدانید که این رمان منبع الهام گروه موسیقی رادیوهد در آهنگ «روح خیابان» بوده‌است.